# Etschberg (Wasgau)
Der Etschberg ist ein 352 Meter hoher Berg im Pfälzerwald.

## Geographie

### Lage
Der Berg befindet sich auf der Gemarkung der Ortsgemeinde Hinterweidenthal südwestlich von deren Siedlungsgebiet; der Nordosthang ist bebaut. Er ist Teil eines langgezogenen Bergrückens, der vom Hohen Kopf im Süden bis zum Handschuh-Kopf reicht. An seinem Westfuß entlang fließt der Salzbach; in diesem Bereich nimmt letzterer nacheinander von links den Schiffelsbach und den Schnepfenberger Salzbach auf.

### Naturräumliche Zuordnung
1. Großregion 1. Ordnung: Schichtstufenland beiderseits des Oberrheingrabens
2. Großregion 2. Ordnung: Pfälzisch-saarländisches Schichtstufenland
3. Großregion 3. Ordnung: Pfälzerwald
4. Region 4. Ordnung (Haupteinheit): Wasgau
5. Region 5. Ordnung: Dahner Felsenland

## Natur
Auf dem Etschberg befinden sich mit dem als Naturdenkmal ausgewiesenen Teufelstisch sowie der Teufelsschmiede und der Teufelsküche mehrere Felsformationen.

## Tourismus
Am Nordostfuß des Berges befindet sich der Erlebnispark Teufelstisch. Über den Berg selbst verlaufen der Premiumwanderweg Hinterweidenthaler Teufelstisch-Tour sowie ein Wanderweg, der mit einem gelben Punkt markiert ist und vom Kettrichhof bis nach Dahn verläuft.